# Zweizeiler (Schriftstück)
Ein Zweizeiler ist im inoffiziellen Sprachgebrauch von Behörden ein kurzes Schreiben zur Beschleunigung des Schriftwechsels. Zweizeiler müssen nicht zwingend aus zwei Zeilen bestehen, sondern sind so kurz wie möglich gehalten. Üblicherweise handelt es sich um routinierte oder einfache Vorgänge, die kurz und knapp beantwortet werden können. Je nach Region werden solche Schreiben mitunter auch als „Dreizeiler“ bezeichnet.